# Hulikere
Hulikere ist ein ca. 300 Einwohner zählendes Dorf im Gemeindebezirk (taluk) von Halebidu im Distrikt Hassan im südwestindischen Bundesstaat Karnataka. Der Ort ist bekannt wegen eines Stufenbrunnens (kalyani oder tank) aus der Hoysala-Zeit.

## Lage
Hulikere liegt auf dem Dekkan-Plateau in einer Höhe von ca. 880 m ü. d. M. knapp 30 km (Fahrtstrecke) nordwestlich der Distriktshauptstadt Hassan bzw. ungefähr 1 km südlich von Halebid. Das Klima ist wegen der Höhenlage für indische Verhältnisse eher gemäßigt; Regen fällt hauptsächlich während der Monsunmonate Juni bis Oktober.

## Bevölkerung
Die mehrheitlich Kannada sprechende Landbevölkerung besteht nahezu ausnahmslos aus Hindus; Moslems und andere Religionen bilden zahlenmäßig kleine Minderheiten. Der männliche und der weibliche Bevölkerungsanteil sind ungefähr gleich hoch.

## Wirtschaft
Die Einwohner von Kulikere leben weitgehend als Bauern – während in früheren Zeiten nahezu ausschließlich zur Selbstversorgung gewirtschaftet wurde, sind mit der Verbesserung der Transportmöglichkeiten auch andere Absatzmärkte hinzugekommen. Auf den Feldern der Umgebung werden hauptsächlich Weizen, Linsen und Gemüse angebaut. Auch Kokospalmen spielen eine wichtige Rolle im Wirtschaftsleben der Region.  

## Geschichte
Hulikere war im Mittelalter ein Vorort von Dorasamudra, der damaligen Hauptstadt des Hoysala-Reichs. Im 15. und in der ersten Hälfte des 16. Jahrhunderts war die Gegend Teil des Vijayanagar-Reiches, im Jahr 1690 kam sie unter die Kontrolle des Fürstenstaates von Mysore, dessen Herrschaft jedoch in der zweiten Hälfte des 18. Jahrhunderts durch Hyder Ali (reg. 1761–1782) und seinen Sohn Tipu Sultan (reg. 1782–1799) unterbrochen wurde. Später spielten die Briten die dominierende militärische und wirtschaftliche Rolle in Südindien.

## Sehenswürdigkeiten
Einzige Sehenswürdigkeit von Hulikere ist ein quadratischer Stufenbrunnen (kalyani oder tank) von ca. 15 m Tiefe, der in unmittelbarer Nachbarschaft eines Shiva-Tempels um das Jahr 1160 unter dem König Narasimha I. (reg. 1152–1173) gebaut wurde. Während der Tempel im Lauf der Zeit vollständig verschwunden ist, hat der imposante Stufenbrunnen, an dessen Seiten zahlreiche kleine Schreine, davon 12 mit ‚Schirmkuppeln‘ als oberem Abschluss, stehen, die Zeitläufte überlebt.
Umgebung
- Ca. 1 km nördlich befindet sich der Tempelbezirk von Halebidu.
- Ca. 16 km südlich liegt das Dorf Doddagaddavalli mit dem kleeblattförmig (trikuta) angeordneten Lakshmi Devi temple.